# Hugo Wentges
Hugo Wentges (Leiden, 11 februari 2002) is een Nederlandse voetballer die als doelman bij ADO Den Haag onder contract staat.

## Carrière
Wentges werd geboren in Leiden en groeide op in Oegstgeest waar hij vanaf zijn 4e jaar bij de plaatselijke amateurclub ASC ging spelen. In 2012 maakte hij de overstap naar ADO Den Haag waar hij uitgroeide tot jeugdinternational. In juni 2019 tekende de doelman zijn eerste profcontract dat hem tot medio 2022 aan ADO Den Haag verbond. In het seizoen 2021/22 was Wentges aanvankelijk derde keus, totdat hij in de winterstop door trainer Ruud Brood werd aangewezen als tweede doelman. Op 25 januari 2022 maakte Wentges zijn competitiedebuut in de hoofdmacht tijdens een uitwedstrijd bij Excelsior, als invaller voor Luuk Koopmans die al na twee minuten geblesseerd moest uitvallen.

## Statistieken
| 2021/22                    | ADO Den Haag    | Eerste divisie  | 9  | 0 | 0 | 0 | 5 | 0 | 14 | 0 |
| 2022/23                    | ADO Den Haag    | Eerste divisie  | 18 | 0 | 0 | 0 | 0 | 0 | 18 | 0 |
| 2023/24                    | ADO Den Haag    | Eerste divisie  | 5  | 0 | 0 | 0 | 0 | 0 | 5  | 0 |
| 2024/25                    | ADO Den Haag    | Eerste divisie  | 1  | 0 | 1 | 0 | 0 | 0 | 2  | 0 |
| Carrière totaal            | Carrière totaal | Carrière totaal | 33 | 0 | 1 | 0 | 5 | 0 | 39 | 0 |
| Bijgewerkt op 17 juli 2025 |                 |                 |    |   |   |   |   |   |    |   |